# Roi stelar

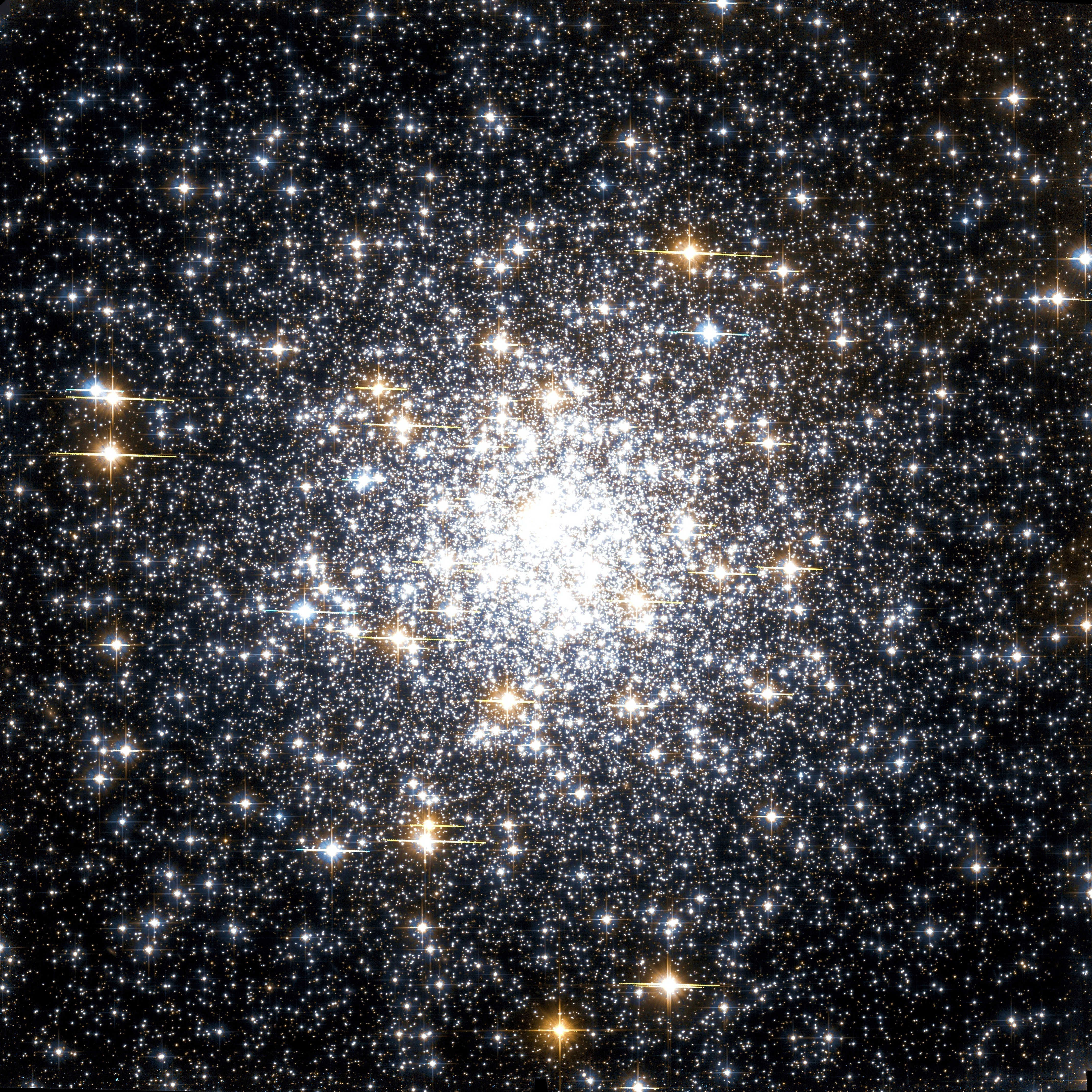
Roiul stelar Messier 69 în constelația Săgetătorul, imagine realizată de Telescopul Hubble.

Un Roi stelar (sau roi de stele ) este un grup de stele (o zonă din spațiu unde densitatea de stele este mai ridicată) între care se exercită forțe de atracție reciprocă sau care au o origine comună și compoziții chimice apropiate. O astfel de concentrație locală de stele poate să atingă 200 de pc.

## Clasificare
Aceste obiecte sunt clasate în mai multe familii, potrivit cu aspectul lor. În funcție de compacticitatea lor crescândă, se împart în:
- asociații stelare, care sunt grupuri ale căror mișcări proprii trădează o origine comună;
- roiuri deschise, care conțin mai puțin de câteva sute de membri, și sunt de multe ori foarte tinere. Roiurile deschise devin întrerupte în timp datorită influentei gravitaționale a norilor moleculari gigantici care se mișcă prin galaxie, dar membrii roiului vor continua să se deplaseze în linii mari în aceeași direcție prin spațiu, chiar dacă aceștia nu mai sunt legați gravitațional.
- roiuri globulare sunt grupuri compacte de sute de mii de stele foarte vechi, care sunt legate gravitațional

Roiurile stelare vizibile cu ochiul liber sunt Pleiadele, Praesepe și Hyadele (Ploaioasele).
Roiurile stelare sunt grupări sferice aproximative care au între zece mii și mai multe milioane de stele adunate în regiuni care au cca. 10 - 30 de ani lumină în diametru.